# Bildnis Gertrude Stein
Als Bildnis Gertrude Stein  (Portrait of Gertrude Stein) wird ein Gemälde des spanischen Künstlers Pablo Picasso aus dem Jahr 1906 (Zervos I, 352. D.B. XXI, 10) geführt, das die in Paris lebende US-amerikanische Schriftstellerin und Kunstsammlerin Gertrude Stein zeigt. Steins Gesicht, das einer archaischen Maske ähnelt, weist als Formexperiment voraus auf den Kubismus.
Das Gemälde befand sich bis zu Gertrude Steins Tod im Jahr 1946 in ihrem Besitz. Sie vermachte es dem Metropolitan Museum of Art in New York; es war das erste Werk Picassos, das in die Sammlung des Museums gelangte.

## Hintergrund

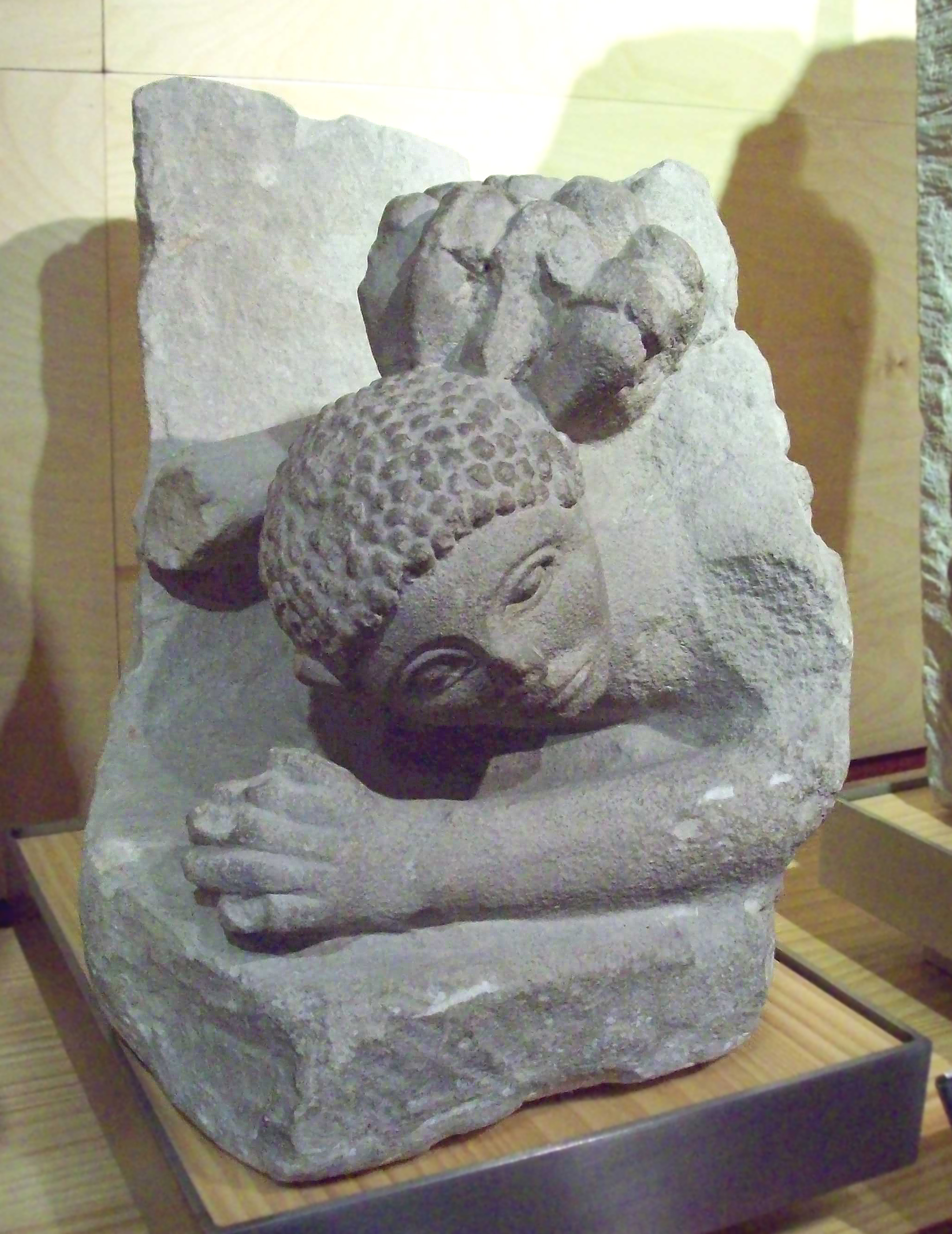
Relief aus Osuna, 1. Jh. v. Chr.

Seit dem Winter 1905/1906 arbeitete Picasso nach seiner sogenannten „Rosa Periode“ verstärkt mit formalen Experimenten. Dabei griff er ebenso auf Traditionen zurück wie auch auf neue gestalterische Ausdrucksmittel, wie sie zum Beispiel in der Ausstellung 1905 von den Fauves im Salon d’Automne in Paris gezeigt worden waren. Der Herbstsalon hatte neben einer Ingres-Retrospektive auch zehn Arbeiten Paul Cézannes präsentiert, dessen „Ansatz, Form und Farbe in eigenständiger, nicht der Naturerscheinung, sondern ausschließlich malerischen Gesetzen gehorchender Weise einzusetzen“, Picassos eigenen Intentionen entsprach. Impulse erhielt er zudem durch iberische Kunstwerke, ausgegraben bei Osuna in Andalusien, die der Louvre in Paris seit 1903 zeigte und in deren sogenannten „primitiven“ und „klobigen“ Formen Picasso eine elementare und ursprüngliche Ausdrucksform erkannte.

## Beschreibung

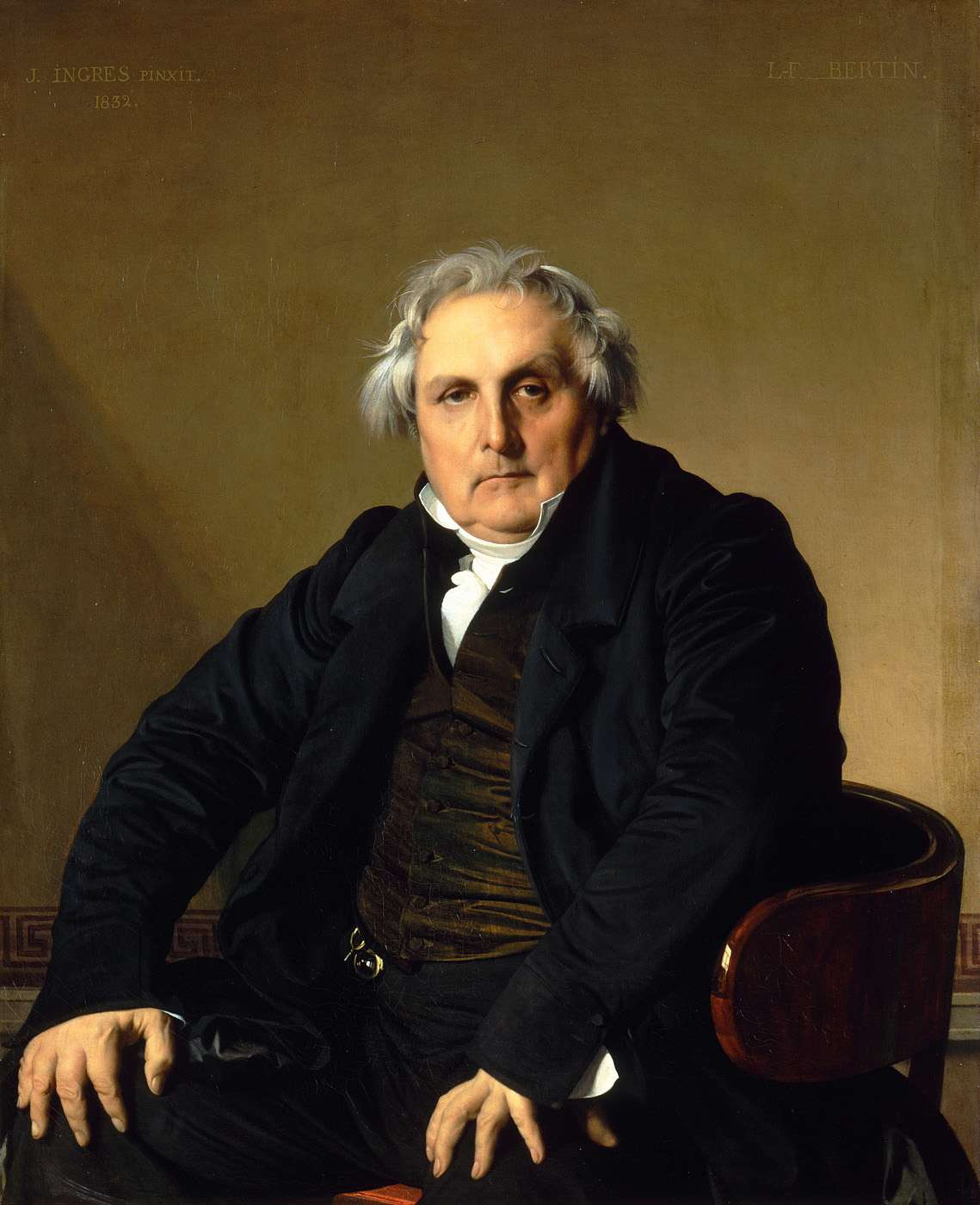
J.-D. Ingres: Monsieur Bertin, 1838, Louvre, Paris

Gertrude Stein wird in einem Halbporträt gezeigt, auf einem im Hintergrund angedeuteten Fauteuil sitzend. Picasso wählte für sein Modell die Pose der Denkerin, die an eine weibliche Version des Gemäldes Monsieur Bertin, von Jean-Auguste-Dominique Ingres im Jahr 1838 gemalt, erinnert.
Die Hände verdeutlichen ihre Haltung unter einem dunklen, mantelartigen Kleidungsstück: Sie stützt ihren rechten Unterarm auf den Schenkel, die linke Hand, ebenfalls aufgestützt, hebt die Schulter. Dadurch entsteht eine geschlossene Form des Körpers, deren Rundung sich in der im Hintergrund dargestellten Lehne wiederholt. Das Gemälde ist in der Farbigkeit reduziert zugunsten eines traditionellen Hell-Dunkel-Kontrastes, mit dem das Gesicht der Porträtierten, das weiße Halstuch, gehalten von einer Spange, und die Hände hervorgehoben werden.
Das Gesicht zeigt ein Dreiviertelprofil. Betont sind die Linien der Augen, der Nase und der Oberlippe, wodurch das Gesicht die Wirkung eines Schnitzwerks erhält; der leere Blick der Augen erinnert an den Ausdruck antiker Skulpturen. Der Schattenwurf des Halstuchs und die linear betonten Hände greifen, wenngleich traditioneller gemalt, diese Formgebung auf und setzen sie fort in der Intention, einen Kontrast zwischen dem scharf geschnittenen, hellen Zentrum von Gesicht, Halstuch sowie Händen und dem wenig definierten, dunklen Körper vor dem vage angedeuteten Hintergrund zu erreichen.

## Entstehung

Gertrude Stein in ihrem Salon, 1905. In der Mitte eine Version von Cézannes Badenden.

Die Schriftstellerin und Kunstsammlerin Gertrude Stein hatte Picasso zusammen mit ihrem Bruder Leo erstmals 1905 in seinem Pariser Atelier im Bateau-Lavoir besucht. Sie schätzte und kaufte nicht nur seine Werke, sondern war auch von seiner Persönlichkeit fasziniert. Als Picasso, der bereits Porträts von Leo und ihrem Neffen Allan Stein begonnen hatte, vorschlug, auch sie zu malen, stimmte sie erfreut zu.
Das Bildnis entstand seit Ende 1905 in einer Reihe von Sitzungen in Picassos Atelier – nach späteren unterschiedlichen Aussagen der Porträtierten seien es 80 oder 90 gewesen –, in denen der Maler die Körperfülle der amerikanischen Kunstsammlerin und Dichterin zum Anlass nahm, mit den Formen frei zu verfahren.
Gertrude Stein schildert die häufigen Sitzungen in Picassos Atelier zu ihrem Porträt in ihrem Buch The Autobiography of Alice B. Toklas: „Da war eine Couch, wo jeder saß und schlief, da war ein kleiner Küchenstuhl, auf dem Picasso beim Malen saß, da war eine große Staffelei und da waren viele Bilder und da war ein kleiner Foxterrier …“ Damit sie sich nicht langweilte, las Picassos Gefährtin Fernande Olivier ihr aus den Fabeln von La Fontaine vor.

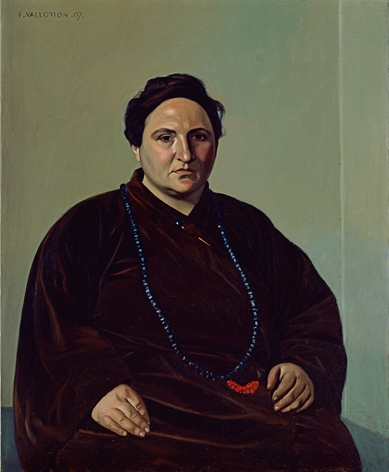
Félix Vallotton: Porträt Gertrude Stein, 1907

Im Frühjahr 1906 vollendete Picasso das Werk in einer ersten Phase, war aber mit der Ausführung des Gesichts seines Porträts unzufrieden. Stein schilderte die Situation in ihrer Autobiografie so: „Eines Tages malte er plötzlich den ganzen Kopf. Ich sehe dich überhaupt nicht mehr, erklärte er gereizt.“ Die Arbeit am Porträt wurde anschließend unterbrochen. Kurz vor einem Ferienaufenthalt, den er gemeinsam im Mai 1906 mit Fernande Olivier in Gósol, Spanien, verbrachte, übermalte er das Gesicht und vollendete es nach der Rückkehr im Herbst desselben Jahres, ohne dass Stein noch einmal Modell gesessen hatte. Stein fand Picassos Werk sehr gelungen und resümierte später: „Die einzige Abbildung von mir auf der ich für mich immer Ich bin.“
Ein Jahr später, im Jahr 1907, bat Félix Vallotton darum, Gertrude Stein porträtieren zu dürfen. Sie fühlte sich geschmeichelt und sagte zu. Das Ergebnis – eine Anlehnung an Picassos Porträt – schien ihr nicht gefallen zu haben, denn auf den zahlreichen Fotografien des Salons der Geschwister Leo und Gertrude Stein in der Rue de Fleurus 27 in Paris, den sie später mit Alice B. Toklas führte, war Vallottons Porträt im Gegensatz zu Picassos Darstellung nicht zu sehen. Vallottons Porträt der Stein, die er wie einen weiblichen Buddha mit langer Kette aus Lapislazuli und Malachit darstellte, befindet sich in der Sammlung der Cone Collection in Baltimore.

## Einordnung
Das Bildnis der Gertrude Stein wird zusammen mit dem ebenfalls im Jahr 1906 entstandenen Selbstporträt mit Palette als Höhepunkt von Picassos Auseinandersetzung mit der menschlichen Figur seit 1905 angesehen, bei der er Proportion und Form gezielt missachtete auf der Suche nach einem „eigenständigen Charakter des Malens“. Die blockartige, unregelmäßige Form des Kopfes nebst Augen und Nase, die wie angesetzt wirken, vermeidet den Anschein, dass ein lebender Mensch abgebildet ist, zugunsten eines Zusammenhalts der Flächen, der malerisch seine eigene Form erzeugt.
Diesen Ansatz verfolgte Picasso in einer Reihe von Studien weiter, insbesondere auch in der Bearbeitung des eigenen Gesichts. Die radikale, die schwarze Linie betonende Darstellung im Selbstbildnis aus dem Frühling 1907, im Porträt der Gertrude Stein bereits angedeutet, verdeutlicht den gestalterischen Fundus, aus dem die Demoiselles d’Avignon im Sommer 1907 entstanden, die den Beginn einer neuen Stilrichtung, genannt Kubismus, markierten.
Nach dem Gemälde der Gertrude Stein, seiner Mäzenin, die er zur Avantgarde rechnete und die ihn zu neuen Wegen inspirierte, hat Picasso nur noch Motive von Frauen gewählt, die sich auf die eine oder andere Weise mit seinen Ehefrauen oder Lebensgefährtinnen als Folge seiner amourösen Beziehungen zu ihnen auseinandersetzen.

## Präsenz im Werk Steins

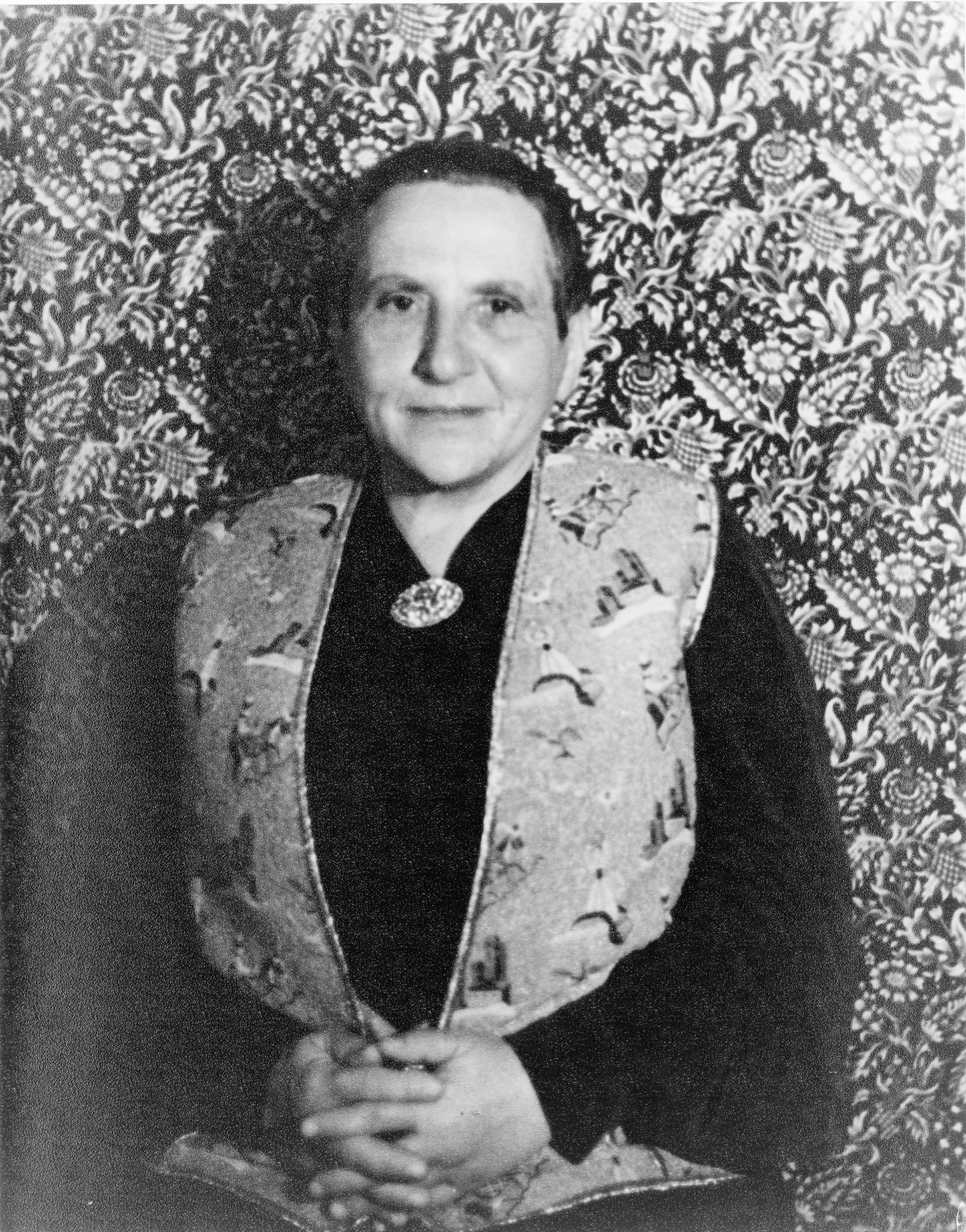
Gertrude Stein, 1934, Fotografie von Carl Van Vechten

Gertrude Stein verfasste „Literarische Porträts“ über ihre Freunde und Bekannten. Die Porträts lehnten sich in ihrer zum Teil verfremdeten Form an die kubistischen Werke ihrer Künstlerfreunde an, besonders Picasso inspirierte sie. In ihrem Picasso-Porträt um 1909 schrieb sie über seine neue Malweise: „[…] gewiß war es aus ihm hervorgekommen, gewiß war es etwas, gewiß war es aus ihm hervorgekommen und es hatte eine Bedeutung […]“
In Gertrude Steins autobiografischer Erzählung The Autobiography of Alice B. Toklas von 1933, in der Stein ihre Freundin Alice als Ich-Erzählerin auftreten lässt und sich selbst in der dritten Person darstellt, berichtet Alice von einer Geselligkeit bei Stein, bei der auch Picasso zugegen ist. Alice bemerkt Picasso gegenüber, dass ihr das Porträt der Hausherrin gefalle. Picasso antwortet darauf, dass jedermann findet, sie sieht nicht so aus, was aber nichts mache: sie wird. Die Passage aus Steins Werk verselbständigte sich aus ihrer Quelle zur unabhängigen Anekdote, so zum Beispiel in der Beschreibung des Gemäldes auf der offiziellen Website des Metropolitan Museum of Art.
Mitte der 1920er Jahre ließ sich Stein ihr Haar sehr kurz schneiden. Was geschah, als sie danach Picasso begegnete, beschrieb sie in ihrer Autobiographie: „Picasso rief aus: „Gertrude, was ist, was ist“. „Was ist was, Pablo“, sagte sie. „Laß mich sehen“, sagte er. Sie ließ ihn sehen. „Und mein Portrait“, sagte er ernst. Dann fügte er mit milderer Miene hinzu, mais, quand même, tout y est, trotzdem ist alles da.“
In ihren Darstellungen von Picasso, erschienen 1938, erzählt Gertrude Stein von einem reichen Sammler, der sich bei ihr erkundigte, wie viel sie für ihr Bildnis bezahlt habe. Ihre Antwort war: „nichts“, was den Sammler zutiefst erschütterte. Sie habe Picasso davon erzählt, der die Reaktion verständlich fand, da seinerzeit, so Picasso laut Stein, der Unterschied zwischen Verkauf und Geschenk unbedeutend (negligible) gewesen sei.

## Rezeption

### Das maskenhafte Gesicht
Der französische Schriftsteller Pierre Daix, der Picasso gekannt hatte, verwies in seinem Essay Portraiture in Picasso’s Primitivism and Cubism, erschienen 1996 zur Ausstellung Picasso and Portraiture: Representation and Transformation im Museum of Modern Art, New York, auf einen möglichen Schlüssel für die Änderung der Gesichtszüge im Porträt Steins hin. Gertrude Stein habe Picassos vorläufige Beendigung des Porträts mit der Ausstellung im Salon des Indépendants im März 1906 in Verbindung gebracht, als er dort das monumentale Gemälde Lebensfreude (Le bonheur de vivre) von Henri Matisse gesehen habe, das die Steins erwarben. Picasso, der Matisse in Steins Salon kennengelernt hatte, fühlte sich möglicherweise durch den älteren Maler herausgefordert und entfernte als Folge Steins klassisch perfekte Gesichtszüge im Stil von Ingres. In Spanien sah er im Sommer des Jahres die sogenannte Gósol-Madonna, eine farbig bemalte Skulptur aus dem 12. Jahrhundert mit maskenhaftem Gesicht. Daraufhin fertigte er Studien an, zu denen ihm Fernande Olivier Modell stand. Als er nach Paris zurückgekehrt war, wendete er die neuen stilistischen Erkenntnisse in den maskenhaften Zügen des Porträts an und schuf so mit Steins Porträt das Bild einer Frau der Avantgarde.
Auf der Ausstellung des Jahres 2010, Picasso in The Metropolitan Museum, im Metropolitan Museum of Art in New York wurde durch die Anwendung von Röntgenaufnahmen und anderer technischer Untersuchungen die Veränderungen des Gesichts im Verlauf der vielen Sitzungen deutlich gemacht, ebenso wurde erwähnt, dass der zu dieser Zeit noch arme Künstler eine bereits bemalte Leinwand für das Porträt benutzt hatte, das ein Landschaftsgemälde zeigte.

### Ausstellungen 2011/2012
Zum 65. Todesjahr der Schriftstellerin eröffnete – nach einer ersten Ausstellung mit dem Titel The Steins Collect im Mai/Juni 2011 im San Francisco Museum of Modern Art – im Oktober 2011 im Grand Palais in Paris die Ausstellung, die den Kunstsammlern Gertrude, Leo, Michael und Sarah Stein gewidmet war. Sie zeigte bis zum 16. Januar 2012 unter dem Titel Matisse, Cézanne, Picasso … L’aventure des Stein etwa 200 Exponate, die im Besitz der Sammlerfamilie waren, darunter auch Gertrude Steins Porträt von Picasso. Anschließend wurde die Ausstellung von Februar bis Juni 2012 vom Metropolitan Museum of Art in New York übernommen.
Vallotons Gemälde der Stein wurde von Oktober 2011 bis Anfang 2012 in der Ausstellung Seeing Gertrude Stein: Five Lives in der National Portrait Gallery in Washington D. C. gezeigt. Es bildete zusammen mit Francis Picabias Gemälde der Schriftstellerin aus dem Jahr 1933 und einer Plastik aus Terracotta von Jo Davidson sowie Fotografien – beispielsweise von Man Ray – den Teil der künstlerischen Darstellung unter dem Motto Story 1: Picturing Gertrude.
Weitere Darstellungen von Künstlern und Schriftstellern finden sich unter Gertrude Stein: Zeugnisse von Literaten und Künstlern.

## Abbildungen
1. ↑  Foto von Gertrude Stein in ihrem Salon und Picassos Porträt, 1930
2. ↑  Pablo Picasso: Selbstbildnis, Paris, Frühjahr 1907. Öl auf Leinwand, 50 × 46 cm (Zervos II*, 8; DR 25). Národni Galerie, Prag
3. ↑  Abbildung der Gósol-Madonna